# Richard Martin (comédien)
 (avril 2023).
Si vous disposez d'ouvrages ou d'articles de référence ou si vous connaissez des sites web de qualité traitant du thème abordé ici, merci de compléter l'article en donnant les références utiles à sa vérifiabilité et en les liant à la section « Notes et références ».
Pour les articles homonymes, voir Richard Martin et Martin.
Richard Martin, né le 30 octobre 1943 à Nice (Alpes-Maritimes) et mort le 16 octobre 2023 à Gardanne (Bouches-du-Rhône), est un directeur de théâtre, metteur en scène, dramaturge, auteur et comédien français. Il est un défenseur du « théâtre pour tous ».

## Biographie
En 1960, à l'âge de 17 ans, Richard Martin monte à Paris pour entamer sa carrière professionnelle de comédien. Il joue en indépendant du théâtre de boulevard pendant huit ans. Mai 68 coïncide pour lui à un nouveau départ. Il revient dans le Sud de la France dont il est originaire, et dirige un temps le Théâtre Massalia à Marseille, puis fonde en 1970, sans aide au départ, le Théâtre Toursky  — nommé ainsi en hommage au poète Axel Toursky — dans le quartier déshérité de la Belle de Mai à Marseille.[réf. nécessaire]
Il monte sa propre compagnie et confie des mises en scène à Jean-Marie Villegier, Claude Régy, Patrice Kerbrat, Jorge Lavelli, Stéphane Braunschweig, de chorégraphes tels que Philippe Découflé, Mathilde Monnier, Trisha Brown.[réf. nécessaire]
En 1974, il équipe un autobus, le Théâtrobus, et montre ses spectacles dans les cités.
Richard Martin est fait Chevalier des Arts et des Lettres en 2002.
La subvention octroyée au Théâtre Toursky par la Direction régionale des Affaires culturelles passe de 185 000 € en 1996 à 15 000 €uros en 2008. Elle est supprimée en 2009. Il offrait aux habitants des quartiers nord de Marseille une programmation ambitieuse (pour l'année 2009 : Shakespeare, Molière, Sade, Hugo, Gogol, mais aussi Elfriede Jelinek, Romain Gary, Sartre, Ionesco, et puis le cirque Eloize ou encore Michel Jonasz...) pour quelques euros (3 € la place pour les RMIstes, 7 € pour les habitants du quartier). Il réunit une pétition de 85 000 noms et un comité de soutien avec Michel Bouquet et Pierre Arditi. Il entame une grève de la faim, relayée par les médias. Elle va durer douze jours. L'affaire remonte jusqu'à Frédéric Mitterrand, alors ministre de la Culture. Après une entrevue en tête-à-tête, Martin obtient gain de cause, sa subvention est rétablie. 
Au cinéma et à la télévision, Richard Martin a tourné sous la direction de Roustam Ibraguimbekov, Michel Polac, René Lucot, Nat Lilenstein, Roger Kahane, Jacques Cornet, Bernard Queyzanne, Bernard Bouthier, Éric le Hung, Jean Dasque, Jacques Ordines, Jean Prat, Yves-André Hubert, Guy Lessertisseur, Gérard Clément, Jean-Louis Fournier, Yves Gautier, Claude Faraldo, Maurice Frydland, Yves Boisset, Bertrand Blier et Oleg Fossenko. Il est le rôle principal dans Piège pour un fantôme de Rustam Ibragimbekov. Le film obtient, en 2011, le prix Nika « Meilleur film de la CEI et des pays baltes ».
Il meurt le 16 octobre 2023 à Gardanne,.

## Théâtre

### Créations de la Compagnie Richard Martin
- 1971 : Le Funambule, de Richard Martin
- 1977 : Orinovie, de Richard Martin
- 1979 : Je t’aime, de Richard Martin
- 1980 : La Méthode, de Léo Ferré, au Palais des Glaces de Paris
- 1983 : L'Opéra des rats, de Léo Ferré et Richard Martin
- 1993 : Viens on s’en va, de Richard Martin
- 1995 : Et qu'ont-ils à rentrer chaque année les artistes ? de Richard Martin d'après les textes Léo Ferré
- 1996 : Poètes... vos papiers, de Richard Martin d'après les textes de Léo Ferré
- 1996 : La Décharge, Opéra des rats de Richard Martin, dialogues de Léo Ferré
- 1997 : Richard Martin dit Aragon
- 2000 : Technique de l'exil, de Léo Ferré
- 2001 : La mémoire et la mer, de Léo Ferré
- 2002 : Alma Matrix, de Léo Ferré
- 2003 : Allo ? Le temps ? de Léo Ferré
- 2004 : La Poésie fout le camp, Rimbaud !
- 2011 : Y en a marre, de Léo Ferré
- 2012 : Amour et Anarchie, de Léo Ferré
- 2013 : Grande Nuit Léo Ferré

### Mises en scène
- 1970 : L’ile des chèvres, de Hugo Betti
- 1971 : Show les larrons, de Fourest, Vian, Tzara et Jarry
- 1972 : L’histoire d’Olbaldia : l’azote - les jumeaux étincelants, de René Obaldia
- 1974 : Plouft, le petit fantôme
- 1974 : Ploutos, d’Aristophane, 1974 et Festival d’Avignon, 1976
- 1975 : Elle est pas belle la vie ?, d’Antoine Tudal et Richard Martin
- 1978 : La mère, de Brecht
- 1981 : Les Emigrés, de Mrozec
- 1982 : Le Légataire universel, de Regnard
- 1987 : Minetti, de Thomas Bernhard
- 1988 : Le Concert, de Richard Martin et Léda Atomica
- 1993 : Il fera jour, demain, de Dominique Cier et Richard Martin
- 1999 : Don Giovanni, de Mozart
- 2006 : Un monde de la lune, d’après Haydn
- 2015 : Mathilda, de Michel Dossetto
- 2015 : La Flûte enchantée, de Mozart
- 2016 : Carmen, de Bizet
- 2019 : Sois un homme mon fils, de et avec Bouchta Saïdoun

### Comédien
- 1969 : Le Journal d'un fou, de Gogol, mise en scène Tania Sourseva
- 1970 : Les Brigands, de Schiller, mise en scène Antoine Bourseiller
- 1970 : Phèdre, de Racine, mise en scène Antoine Bourseiller
- 1972 : Les Réfrigérés, de Sylvain Boran, mise en scène M. Cabridens
- 1973 : Le Journal d’un fou, de Gogol, reprise pour un enregistrement à la télévision
- 1973 : Le Train de l’aube, de Tennessee Williams, mise en scène Franck Andron
- 1974 : Qui n’a pas son minotaure ?, de Marguerite Yourcenar, mise en scène Franck Andron, enregistrement par la télévision
- 1975 : Onirocri, spectacle réalisé par Antoine Bourseiller - cour d’Honneur du Festival d’Avignon
- 1975 : Le Vide-ordures, de P. Castagnier, M. Frot et Richard Martin
- 1976 : Les Bouquinistes, textes et mise en scène Antoine Tudal
- 1983 : La Maison de sable, de Tennessee Williams, mise en scène Franck Andron, création au Théâtre Toursky, puis représentation au Forum de la Culture de Salon
- 1984 : Cyrano de Bergerac, d’Edmond Rostand, mise en scène Jean Claude Nieto
- 1986 : Sammy, d’après Ken Hugues, mise en scène Jacques Hansen
- 1990 : Cargaison, textes et mise en scène Michel Simonot
- 1991 : Le Réformateur, de Thomas Bernhard mise en scène Bernard Vezat
- 1994 : Chveik au terminus du monde, de et mise en scène Wladyslaw Znorko
- 1994 : Ulysse à l’envers, de et mise en scène Wladyslaw Znorko
- 1998 : La Cabale des dévots, de Boulgakov, mise en scène Sergueï Artsibachev
- 1999 : Othello, d’après Shakespeare, mise en scène Serge Limbvani Aliune
- 2004 : Le Pain dur, d’après le roman de Paul Claudel, mise en scène Alain Barsacq
- 2005 : Réception du diable, d’après l’œuvre de Henri-Frédéric Blanc, mise en scène Christian Leblicq, au Luxembourg 2006, en Belgique et à Valenciennes, 2007
- 2006 : Pierre et le loup, avec l’Orchestre d’Avignon, dans le cadre des Nuits Pianistiques
- 2006 : Ludwig ! Réponds ! T’es sourdingue ma parole, avec l’Orchestre Philharmonique de Marseille dirigé par Franck Villard
- 2007 : Si l’Arménie m’était contée
- 2008 : La poésie crie au secours !, avec l’Orchestre Philharmonique de Marseille dirigé par Philippe Nahon,
- 2009 : Kilda, l’île des hommes-oiseaux, mise en scène Tatiana Stepantchenko, Valenciennes
- 2009: La Révolte des fous, d’après l’œuvre de Henri-Frédéric Blanc, mise en scène Tatiana Stepantchenko avril et décembre 2008, Valenciennes et Festival d’Avignon
- 2009 : Job ou l’errance du juste, adaptation de Serge Sarkissian, avec Michael Lonsdale et Lévon Minassian, Théâtre Comœdia - Aubagne et Théâtre Toursky, Auditorium Jacques Tati - Saint-Germain-en-Laye et Temple de l’Etoile - Paris 2010, Basilique Notre-Dame – Nice, 2011
- 2010 : Le murmure des vents et les variations de l’âme, mise en scène Serge Sarkissian
- 2012 : Éloge de la Folie d’Erasme, mise en scène Pierre-Philippe Devaux
- 2013 : L’ombre du Nazaréen, mise en scène Serge Sarkissian
- 2015 : Yeraz, mise en scène Serge Sarkissian
- 2016 : Regards poétiques, avec Michael Lonsdale, mise en espace Serge Sarkissian
- 2016 : Thank you Ferré, avec Didier Lockwood et Lévon Minassian
- 2017 : Les Guérisseurs, de Rufus, mise en scène Rufus
- 2017 : La Mémoire et la Mer, avec Richard Martin, Vincent Beer-Demander et l’Académie de mandolines de Marseille
- 2017 : À l’Amour Citoyens !, avec Richard Martin, Didier Lockwood, Marie-Claude Pietragalla et Lévon Minassian
- 2019 : La Mémoire et la Mer, avec Richard Martin, Vincent Beer-Demander, Claude Salmieri, Philippe Gallois, Maxime Vagner, Olivier Destephany, Grégory Daltin
- 2019 : Et hop, Les Guérisseurs !, de Rufus, mise en scène Rufus
- 2019 : Poètes du bitume, avec Dooz Kawa, Dah Connectah, Féloche
- 2020 : La fin de l'illusion rouge, de Serge Sarkissian
- 2020 : Le crépuscule rouge, de Serge Sarkissian - Création au Festival d'Avignon 2020

## Filmographie

### Cinéma
- 1980 : La Femme flic, de Yves Boisset : Le père de l'enfant martyr
- 1980 : Journal d'une maison de correction, de Georges Cachoux : L'abbé Vannier
- 1983 : Cap Canaille, de Juliet Berto, Jean-Henri Roger : Jo l'architecte
- 1986 : Bleu comme l'enfer, de Yves Boisset
- 1989 : Trop belle pour toi, de  Bertrand Blier : L'homme dans le tram
- 1989 : Doux amer, de Franck Apprederis : Alex
- 2010 : Piège pour un fantôme (az), de Rustam Ibragimbekov : Serge

### Télévision

#### Téléfilms
- 1973 : L’Étrange histoire d'une aboyeuse, de Aldo Altit : Le patron du chenil
- 1973 : Fantasio, de Roger Kahane : L'officier
- 1973 : Heureux Félix, de Jean Dewever : Le vendeur d'ameublement
- 1973 : L’homme qui regardait les murs
- 1974 : Padena ou le soir de ce jour-là, de Alain Magrou : Nicolas
- 1974 : L'Affaire Bernardi de Sigoyer, de Régis Forissier
- 1974 : Une mort comme la mienne, de Jean Dasque : L'homme #2
- 1974 : Le Fol amour de monsieur de Mirabeau, d’Hervé Bromberger : le libraire d'Amsterdam.
- 1976 : Les Lavandes et le réseda, de Jean Prat : Audibert
- 1976 : Le Berger des abeilles, de Jean-Paul Le Chanois : Le gorille
- 1977 : Le Dernier des Camarguais, de Jean Kerchbron : Loute
- 1977 : La Mer promise, de Jacques Ertaud - Saulieu
- 1978 : Thomas Guérin, retraité, de Patrick Jamain
- 1979 : Fou comme François, de Gérard Chouchan : Benoît
- 1980 - Mon cher Théo Van Gogh, de Max Gérard : Un zouave
- 1980 - Le Carton rouge, d'Alain Quercy
- 1980 - So long, rêveuse, de Jacques Ordines
- 1981 - Le Beau monde, de Michel Polac : Le campeur
- 1981 - La Chèvre d'or, de Jean Dasque : Galfar
- 1981 - Quatre femmes, quatre vies : La Maison bleue, de Robert Mazoyer : Yvan
- 1982 : Une faiblesse passagère, de Colette Djidou : Louis Dubreuil
- 1982 - L'Afrique, c'est loin, de Maurice Chateau : Faverolle
- 1982 - Adios, Antoinette, de Gérard Clément, Guy Verda : Jean
- 1986 : L'Amour tango, de Régis Forissier : Edmond
- 1986 : Bleu-noir, de Jacques Cornet : Pablo
- 1987 - Passe-temps, de José-Maria Berzosa
- 1989 : Mortelle saison, de Jacques Cornet  : Capitaine Balard
- 1990 : L'Amour aveugle, de Guy Demoy : Antoine Levadou
- 1991 : La Vénus à Lulu, de Daniel Losset -
- 1995 : L'Affaire Dreyfus, d'Yves Boisset : Forzinetti
- 1996 : Une mère en colère, de Gilles Béhat : Procureur
- 2002 : Jean Moulin, d'Yves Boisset : M. Léonard

#### Séries télévisées
- 1967 : Les Habits noirs :  Un palefrenier
- 1967 : Les Enquêtes du commissaire Maigret de René Lucot, épisode : La Tête d'un homme : L'ouvrier
- 1968 : Les Compagnons de Baal - épisode : Les mystères de l'ile Saint Louis, de Pierre Prévert : L'homme des toits
- 1978 : Derniers témoins - épisode : L'affaire du "train d'or"   : Spotti
- 1980 : La Fin du Marquisat d'Aurel : L'instituteur
- 1981 : Mon meilleur Noël - épisode : Range tes ailes mon ange, de Bernard Bouthier : Le metteur en scène
- 1989 : L'Or du diable
- 1989-1991 : Les cinq dernières minutes : Gaston Cascatelle/Scaténi
- 1991 : V comme vengeance  - épisode : Plagiat et meurtre, de Bernard Queysanne - Charmoz
- 1992 : Commissaire Moulin - épisode : Le simulateur, de Franck Apprederis  : Simon
- 1992 : Puissance 4 - épisode : Le serpent vert, de Claude Faraldo
- 1994 : Le JAP, juge d'application des peines - épisode : Point de rupture, de Franck Apprederis : Robert Baudouin
- 1995 : L'Avocate - épisode Linge sale en famille : le docteur Combadière

## Opéra

### Interprétations
- 1985 : Erwartung, d’Arnold Schœnberg, mise en scène Antoine Bourseiller - Opéra de Nancy
- 1985 : La Cantate d’octobre, de Chostakovitch, mise en scène Antoine Bourseiller - Opéra de Nancy

## Publication
- Richard Martin et Michaël Lonsdale, Regards croisés sur le théâtre, Onésime 2000 éditeur, 2016.